# Cuori al Golden Palace
Cuori al Golden Palace (The Golden Palace) è una serie televisiva statunitense in 24 episodi andati in onda per la prima volta nel corso di una sola stagione dal 1992 al 1993 sulla rete CBS. La serie è stata trasmessa in Italia su RaiUno nel 1996.
È il sequel della serie televisiva Cuori senza età (che, tra l'altro, produsse anche lo spin-off Il cane di papà), ma senza Bea Arthur che compare come guest star in due episodi. La produzione aveva previsto una seconda stagione ma a causa dell'indice di ascolto deludente della seconda parte della prima stagione, la serie fu cancellata.

## Trama
Le cosiddette Golden Girls, protagoniste della serie originaria Cuori senza età, comprano un albergo di 42 stanze e decidono di gestirlo da sole dopo che Dorothy, una delle amiche, si è sposata.

## Personaggi
- Rose Nylund (24 episodi, 1992-1993), interpretata da Betty White, governante dell'albergo, donna dal carattere forte e, rispetto alla serie originaria, si dimostra molto più autoritaria.
- Blanche Devereaux (24 episodi, 1992-1993), interpretata da Rue McClanahan, è la responsabile dell'albergo.
- Sophia Petrillo (24 episodi, 1992-1993), interpretata da Estelle Getty, la cuoca. In questa serie, rispetto alla serie originaria, il personaggio di Sophia comincia a mostrare segni di demenza senile; inoltre è un po' più gentile e delicata nei modi.
- Roland Wilson (23 episodi, 1992-1993), interpretato da Don Cheadle, receptionist. Egli è uno dei due membri del personale che lavoravano già con il proprietario precedente. Roland è un personaggio serioso, tutto dedito alla gestione e al mantenimento della struttura, risultando il personaggio meno divertente e comico di tutto il cast.
- Chuy Castillos (23 episodi, 1992-1993), interpretato da Cheech Marin, chef messicano ex militare, lavorava nell'albergo già dalla precedente amministrazione insieme a Roland. Chuy è quasi sul punto di dimettersi quando si scontra con Sophia su una diatriba riguardante la cucina messicana paragonata a quella italiana ma poi i due si riappacificano e Chuy resta fino all'ultimo episodio.
- Oliver Webb (8 episodi, 1992-1993), interpretato da Billy L. Sullivan. Figlio adottivo di Roland, compare negli episodi 1-6, 11, e 14. È un bambino preadolescente scafato e arrogante; la madre lo riprende in affidamento nell'episodio 14.
- Brad (2 episodi, 1992-1993), interpretato da Stephen James Carver.
- Louise Wilson (2 episodi, 1992-1993), interpretata da Janet DuBois.
- Miles Webber (2 episodi, 1992-1993), interpretato da Harold Gould.

## Episodi
| Stagione       | Episodi | Prima TV originale | Prima TV Italia |
| -------------- | ------- | ------------------ | --------------- |
| Prima stagione | 24      | 1992-1993          | 1996            |